# 有明西運河

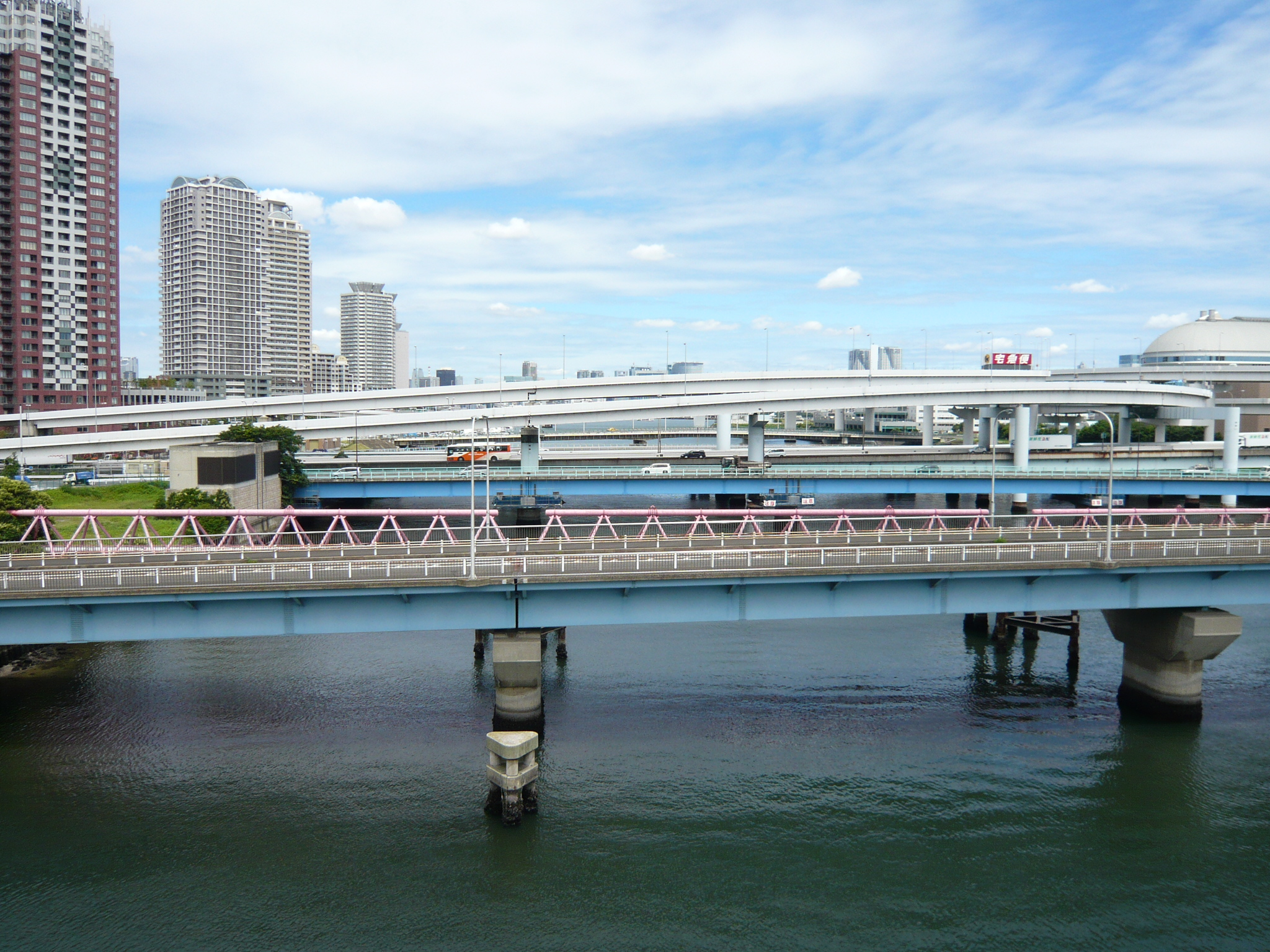
多くの橋が架かる有明西運河（夢の大橋より）

有明西運河（ありあけにしうんが）は、東京都江東区有明と港区台場の間にある運河である。

## 地理
東京港埋立地10号地の有明と13号地の台場の間に位置する。両岸が東京臨海副都心であり、連絡のため短い間隔で数多くの橋が架かる。東京都観光汽船や東京水辺ラインの水上バス航路もある。

## 橋梁
北西より記載
- のぞみ橋
- 新都橋
- 首都高速湾岸線高架
- 有明橋
- 青海橋
- 夢の大橋
- あけみ橋